# Роберт Тарентський
Роберт Тарентський (італ. Roberto di Taranto, фр. Robert de Tarente; 1315/1319 —10 вересня 1364) — князь Тарентський, князь Ахейський, пфальцграф Кефалонії та Закінфу в 1336—1357 роках, титулярний імператор Латинської імперії (як Роберт II) і титулярний король Албанії.

## Життєпис
Походив з Анжу-Сицилійського дому. Старший син Філіпа I, князя Тарентського, від шлюбу з Катериною де Валуа-Куртене. Народився за різними відомостями 1315, 1318 або 1319 року.
У 1332 році після смерті батька успадкував титули князя Таранто і сюзерена Ахейського князівства. Проте брат його батька Джованні, який на той момент був князем Ахейським, не захотів приносити омаж Роберту. Зрештою було досягнуто домовленості, за якою Джованні поступається Ахейським князівством Роберту і виплачує йому 5 тисяч унцій золота, натомість отримує титул короля Албанії.
Через молодий вік Роберта фактичне управління його володіннями здійснювала мати. 1336 року після смерті батькового брата Джованні отримав пфальцграфство Кефалонії та Закінфу. Після смерті матері в 1346 році Роберт став титулярним імператором Латинської імперії.
9 вересня 1347 Роберт одружився в Неаполі на доньці Людовика I, герцога Бурбона і конетабля Кіпрського королівства. Дітей в цьому шлюбі не було. Невдовзі склав клятву вірності королеві Неаполю Джованні I. Остання призначила Роберта капітан-генералом (командувачем) неаполітанського війська. Очолював кампанії проти Людовика I, короля Угорщини, що вдерся до королівства, але біля Капуї і Беневенто зазнав невдач і 1348 року разом з братом Філіппом потрапив у полон до угорців. Лише через 4 роки завдяки зусиллям дружини, Папського престолу і роду Токко вдалося звільнити Роберта.
1353 року вирушив до пфальцграфства Кефалонія та Закінф, де під час його полону владу захопили місцеві феодали, почавши війну один з одним. До 1354 року Роберт відновив там лад і свою владу. До 1356 року очистив Іонічне море від піратів. 1357 року в подяку за звільнення подарував пфальцграфство Леонардо Токко.
Помер 1364 року в Неаполі. Його володіння успадкував молодший брат Філіп.